# 赤道几内亚进步党
赤道几内亚进步党（西班牙語：Partido del Progreso de Guinea Ecuatorial，缩写为PPGE）是赤道几内亚的一个政党。该党成立于1990年2月25日，当时赤道几内亚军政府刚开放党禁不久。该党主张实行市场经济，推行民主。该党在西班牙建立了“流亡政府”，该党的主席塞维罗·莫托自任“总统”。该党留在赤道几内亚的成员经常被赤道几内亚当局骚扰和起诉。